# Гальюн

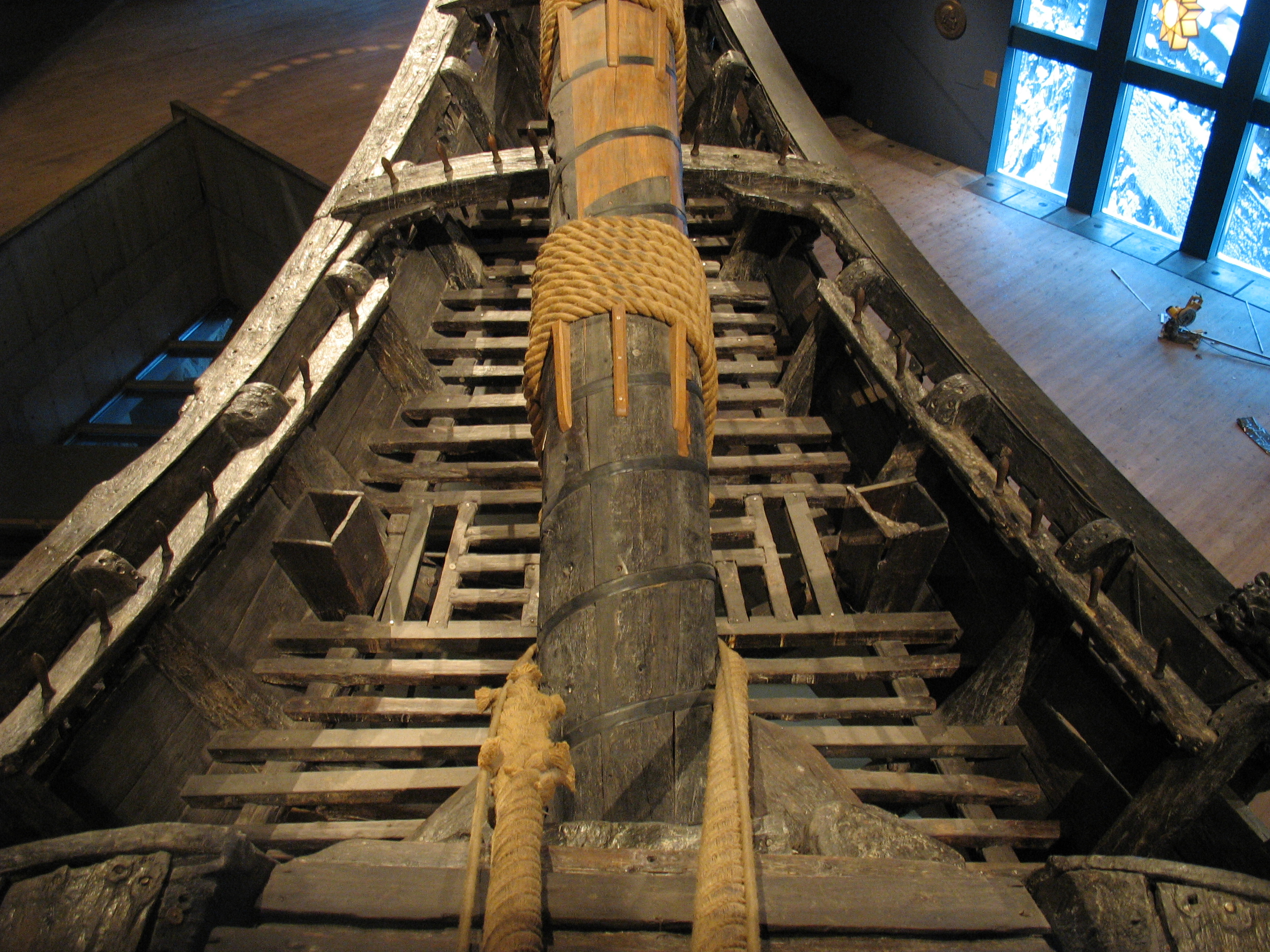
Гальюн на носу корабля «Ваза» (XVII век). Два сиденья расположены по обе стороны бушприта

Галью́н (от нидерл. galjoen или нем. Gallion — «нос корабля») — первоначально свес на носу парусного судна для установки носового украшения судна.
Традиционно на этом же свесе (между княвдигетом и бортами корабля) устанавливали отхожие места для экипажа, поэтому в настоящее время «гальюном» называют туалеты на кораблях.
Различают гальюн морской и гальюн штормовой морской. Последний отличается наличием сетки и сиденья.
В военно-морском флоте (ВМФ СССР и ВМФ РФ) термином «гальюн» обозначают любое специально предназначенное для оправления естественных надобностей место, как на корабле, так и на суше (а в морской авиации — и бортовой туалет самолёта).
На кораблях гальюны промывают забортной водой, отходы, как правило, накапливаются в фекальном баке (танке), который опорожняют и промывают при нахождении корабля в открытом море (в портах сброс отходов запрещён ближе, чем 200 миль от суши). На современных кораблях отходы за борт не сливают.
На подводных лодках фекальные баки продувают сжатым воздухом.

## Использование как туалета
Отхожее место парусного корабля XVIII века представляло собой сиденье с отверстием внизу и находилось на открытом участке палубы. Место было очень опасным для человека, так как от морской стихии его отделяли лишь тонкие поручни или леер. Нередко моряков смывала в море накатившая волна, поэтому матросы не любили гальюны и, не желая лишний раз рисковать жизнью, некоторые моряки предпочитали сходить куда-нибудь за пушку или затаиться в темном углу трюма. В российском морском уставе 1720 года было прописано, чтобы корабельный профос следил за чистотой на борту и задерживал виновных в разведении антисанитарии. Но даже риск быть наказанным не всегда мог заставить моряков перестать избегать отхожего места на носу корабля.
Офицеры же матросскими гальюнами не пользовались. Гальюн у старших корабельных чинов был куда безопаснее, чем матросские гальюны. Так, в кормовой части деревянного парусника выступали штульцы — это  круглые свесы по бокам у кормы судна. В одной штульце хранились навигационные приборы и морские карты, в другой была закрытая кабинка офицерского туалета. Также офицеры пользовались ночными вазами, которые поутру из каюты выносили денщики.